# Горный кустарниковый кенгуру
Горный кустарниковый кенгуру (лат. Dorcopsulus vanheurni) — вид сумчатых млекопитающих семейства кенгуровые. Обитают на острове Новая Гвинея, в его внутренних горно-лесистых районах, на территории Индонезии и Папуа-Новой Гвинеи.
Живут на высоте 800—3100 м вдоль центральной горной цепи острова, в субтропических или тропических лесах. Часто встречаются у ручьев. Каждое животное имеет свой участок площадью в 1—1.5 гектара.
Одним из местных племен эти животные употребляются в пищу. Большая их часть добывается с применением ловушек.